# Carles Martínez
Carles Marc Martínez Embuena (Paiporta, 3 gennaio 1988) è un allenatore di calcio ed ex calciatore spagnolo, di ruolo centrocampista, attuale capo Match Analyst dell'Al-Ain.

## Carriera
Ha giocato nella massima serie polacca e in quella di Hong Kong.

## Statistiche

### Presenze e reti nei club
Statistiche aggiornate al 4 giugno 2021.
| Stagione             | Squadra              | Campionato           | Campionato | Campionato | Coppe nazionali | Coppe nazionali | Coppe nazionali | Coppe continentali | Coppe continentali | Coppe continentali | Altre coppe | Altre coppe | Altre coppe | Totale | Totale |
| Stagione             | Squadra              | Comp                 | Pres       | Reti       | Comp            | Pres            | Reti            | Comp               | Pres               | Reti               | Comp        | Pres        | Reti        | Pres   | Reti   |
| -------------------- | -------------------- | -------------------- | ---------- | ---------- | --------------- | --------------- | --------------- | ------------------ | ------------------ | ------------------ | ----------- | ----------- | ----------- | ------ | ------ |
| 2010-2011            | Real Murcia          | SDB                  | 17         | 0          | CR              | 4               | 0               |                    | -                  | -                  |             | -           | -           | 21     | 0      |
| 2011-2012            | San Roque            | SDB                  | 35         | 1          | CR              | 4               | 0               |                    | -                  | -                  |             | -           | -           | 39     | 1      |
| 2012-2013            | Getafe B             | SDB                  | 35         | 0          |                 | -               | -               |                    | -                  | -                  |             | -           | -           | 35     | 0      |
| 2013-2014            | Piast Gliwice        | EK                   | 23         | 0          | CP              | 1               | 0               |                    | -                  | -                  |             | -           | -           | 24     | 0      |
| 2014-2015            | Piast Gliwice        | EK                   | 27         | 0          | CP              | 3               | 0               |                    | -                  | -                  |             | -           | -           | 30     | 0      |
| Totale Piast Gliwice | Totale Piast Gliwice | Totale Piast Gliwice | 50         | 0          |                 | 4               | 0               |                    | -                  | -                  |             | -           | -           | 54     | 0      |
| 2015-feb. 2016       | Atlético Baleares    | SDB                  | 21         | 0          |                 | -               | -               |                    | -                  | -                  |             | -           | -           | 21     | 0      |
| feb.-lug. 2016       | Zagłębie Sosnowiec   | 1L                   | 9          | 0          | CP              | 1               | 0               |                    | -                  | -                  |             | -           | -           | 10     | 0      |
| 2016-2017            | Guijuelo             | SDB                  | 31         | 0          | CR              | 4               | 0               |                    | -                  | -                  |             | -           | -           | 35     | 0      |
| 2017-2018            | Southern District    | PL                   | 15         | 0          | FACup           | 2               | 0               |                    | -                  | -                  | SCS         | 1           | 0           | 18     | 0      |
| 2018-2019            | Barakaldo            | SDB                  | 34         | 1          | CR              | 0               | 0               |                    | -                  | -                  |             | -           | -           | 34     | 1      |
| 2019-2020            | Barakaldo            | SDB                  | 20         | 1          | CR              | 2               | 0               |                    | -                  | -                  |             | -           | -           | 22     | 1      |
| 2020-2021            | Barakaldo            | SDB                  | 19         | 0          |                 | -               | -               |                    | -                  | -                  |             | -           | -           | 19     | 0      |
| Totale Barakaldo     | Totale Barakaldo     | Totale Barakaldo     | 73         | 2          |                 | 2               | 0               |                    | -                  | -                  |             | -           | -           | 75     | 2      |
| Totale carriera      | Totale carriera      | Totale carriera      | 286        | 3          |                 | 21              | 0               |                    | -                  | -                  |             | 1           | 0           | 308    | 3      |